# Superliga hiszpańska w piłce siatkowej mężczyzn (2024/2025)
Superliga hiszpańska w piłce siatkowej mężczyzn 2024/2025 − 61. sezon mistrzostw Hiszpanii w piłce siatkowej zorganizowany przez Królewski Hiszpański Związek Piłki Siatkowej (hiszp. Real Federación Española de Voleibol, RFEVB). Rozpoczął się 5 października 2024 roku i trwał do 2 maja 2025 roku.
W Superlidze uczestniczyło 12 drużyn. Do najwyższej klasy rozgrywkowej dołączył mistrz Superligi 2 – Instercap Asisa Tarragona SPSP.
Rozgrywki składały się z fazy zasadniczej oraz fazy play-off. W fazie zasadniczej drużyny rozegrały ze sobą po dwa mecze. Osiem najlepszych zespołów awansowało do fazy play-off, natomiast te z miejsc 11-12 spadły do Superligi 2. Faza play-off obejmowała ćwierćfinały, półfinały i finały.
Po raz czwarty, jednocześnie trzeci raz z rzędu, mistrzem Hiszpanii został CV Guaguas, który w finałach fazy play-off pokonał zespół Grupo Herce Soria. Był to dziewiąty mistrzowski tytuł klubu z Las Palmas, uwzględniając osiągnięcia CV Calvo Sotelo, do którego historii odwołuje się CV Guaguas. Najlepszym zawodnikiem (MVP) serii finałowej został Brazylijczyk Francisco Wallysson.
Do Superligi 2 spadły drużyny Club Vóley Palma i Arenal Emevé.

## System rozgrywek
Hiszpańska Superliga w sezonie 2024/2025 składała się z fazy zasadniczej oraz fazy play-off.

### Faza zasadnicza
W fazie zasadniczej drużyny rozegrały między sobą po dwa spotkania systemem kołowym (mecz u siebie i rewanż na wyjeździe). Osiem najlepszych zespołów awansowało do fazy play-off. Pozostałe drużyny zakończyły rozgrywki odpowiednio na miejscach 9-12.
Drużyny, które w fazie zasadniczej zajęły miejsca 11-12, spadły do Superligi 2.
| Kryteria ustalenia pozycji w tabeli |
| O kolejności w tabeli decydowały następujące kryteria: 1. liczba punktów (3:0 i 3:1 – 3 punkty dla zwycięzcy, 0 punktów dla przegranego; 3:2 – 2 punkty dla zwycięzcy, 1 punkt dla przegranego), 2. liczba zwycięstw, 3. stosunek setów wygranych do przegranych, 4. stosunek małych punktów zdobytych do straconych, 5. bilans w meczach bezpośrednich pomiędzy zainteresowanymi drużynami zgodnie z punktami 1-4, 6. dodatkowy mecz na neutralnym terenie. |

### Faza play-off
Ćwierćfinały

W ćwierćfinałach fazy play-off uczestniczyło osiem najlepszych zespołów fazy zasadniczej. Pary ćwierćfinałowe powstały na podstawie miejsc z fazy zasadniczej według klucza: 1-8; 2-7; 3-6; 4-5. Rywalizacja toczyła się do dwóch zwycięstw. Gospodarzem pierwszego spotkania był zespół, który w fazie zasadniczej zajął niższe miejsce w tabeli, natomiast drugiego i trzeciego – zespół, który zajął wyższe miejsce.
Przegrani w parach zakończyli rozgrywki odpowiednio na miejscach 5-8 zgodnie z tabelą fazy zasadniczej.
Półfinały

W półfinałach fazy play-off uczestniczyli wygrani w parach ćwierćfinałowych. Pary półfinałowe utworzone zostały według klucza:
1. zwycięzca w parze 1-8 – zwycięzca w parze 4-5;
2. zwycięzca w parze 2-7 – zwycięzca w parze 3-6.

Rywalizacja toczyła się do dwóch zwycięstw. Gospodarzem pierwszego spotkania był zespół, który w fazie zasadniczej zajął niższe miejsce w tabeli, natomiast drugiego i trzeciego – zespół, który zajął wyższe miejsce.
Przegrani w parach półfinałowych zakończyli rozgrywki odpowiednio na miejscach 3-4 zgodnie z tabelą fazy zasadniczej.
Finały

W finałach fazy play-off uczestniczyli wygrani w parach półfinałowych. Rywalizacja toczyła się do trzech zwycięstw ze zmianą gospodarza po dwóch meczach. Gospodarzem pierwszych dwóch spotkań był zespół, który w fazie zasadniczej zajął wyższe miejsce w tabeli.
Zwycięzca w parze finałowej został mistrzem Hiszpanii.

## Drużyny uczestniczące
W hiszpańskiej Superlidze w sezonie 2024/2025 uczestniczyło 12 drużyn. W porównaniu z poprzednim sezonem do rozgrywek dołączył mistrz Superligi 2 – Instercap Asisa Tarragona SPSP. Z udziału w najwyższej klasie rozgrywkowej ze względów finansowych zrezygnował zespół Intasa San Sadurniño, a jego miejsce zajął Club Vóley Palma.
| Superliga 2024/2025                                                                   | Superliga 2024/2025 |                                |
| ------------------------------------------------------------------------------------- | ------------------- | ------------------------------ |
| CV Guaguas (Las Palmas)                                                               | 1                   | el. Ligi Mistrzów • Puchar CEV |
| Grupo Herce Soria                                                                     | 2                   | Puchar Challenge               |
| Unicaja Costa de Almería                                                              | 3                   |                                |
| CV Melilla                                                                            | 4                   | Puchar Challenge               |
| Pamesa Teruel Voleibol                                                                | 5                   |                                |
| Cisneros Alter (Tenerife)                                                             | 6                   | Puchar Challenge               |
| UPV Léleman Conqueridor (Valencia)                                                    | 7                   |                                |
| Grupo Rafael Afonso San Roque                                                         | 8                   | Puchar Challenge               |
| Conectabalear CV Manacor                                                              | 9                   |                                |
| Arenal Emevé                                                                          | 10                  |                                |
| Club Vóley Palma                                                                      | 11                  |                                |
| Awans z Superligi 2                                                                   |                     |                                |
| Instercap Asisa Tarragona SPSP                                                        | 1                   |                                |
| Oznaczenia: - kolumna druga – miejsce zajęte przez daną drużynę w poprzednim sezonie. |                     |                                |

### Awanse i spadki
| Poz. | Spadek z Superligi 2023/2024 |
| ---- | ---------------------------- |
| 12.  | Volei Villena Petrer         |

| Poz. | Awans z Superligi 2 2023/2024  |
| ---- | ------------------------------ |
| 1.   | Instercap Asisa Tarragona SPSP |

### Zmiany nazw drużyn
| Nazwa klubu w sezonie 2023/2024 | Nazwa klubu w sezonie 2024/2025 | *             |
| ------------------------------- | ------------------------------- | ------------- |
| CV San Roque                    | Grupo Rafael Afonso San Roque   | [ 10 ] [ 11 ] |

## Hale sportowe
| Drużyna                        | Hala sportowa                                        | Miejscowość | Wspólnota autonomiczna | *     |
| ------------------------------ | ---------------------------------------------------- | ----------- | ---------------------- | ----- |
| Arenal Emevé                   | Palacio Municipal de Deportes                        | Lugo        | Galicja                |       |
| Cisneros Alter                 | Colegio Cisneros Alter                               | La Laguna   | Wyspy Kanaryjskie      | [ a ] |
| Cisneros Alter                 | Pabellón Municipal Juan Ríos Tejera                  | La Laguna   | Wyspy Kanaryjskie      | [ a ] |
| Club Vóley Palma               | Palau Municipal d'Esports Son Moix                   | Palma       | Baleary                |       |
| Conectabalear CV Manacor       | Poliesportiu Miquel Àngel Nadal                      | Manacor     | Baleary                |       |
| CV Guaguas                     | Gran Canaria Arena                                   | Las Palmas  | Wyspy Kanaryjskie      | [ b ] |
| CV Guaguas                     | Centro Insular de Deportes                           | Las Palmas  | Wyspy Kanaryjskie      | [ b ] |
| CV Melilla                     | Pabellon de Deportes de Melilla Javier Imbroda Ortiz | Melilla     | Melilla                |       |
| Grupo Herce Soria              | Pabellón Municipal Los Pajaritos                     | Soria       | Kastylia i León        |       |
| Grupo Rafael Afonso San Roque  | Polideportivo El Batán                               | Las Palmas  | Wyspy Kanaryjskie      |       |
| Instercap Asisa Tarragona SPSP | Pavelló Municipal de Sant Pere i Sant Pau            | Tarragona   | Katalonia              |       |
| Pamesa Teruel Voleibol         | Pabellón Los Planos                                  | Teruel      | Aragonia               |       |
| UPV Léleman Conqueridor        | Pavelló poliesportiu de la UPV                       | Walencja    | Walencja               |       |
| Unicaja Costa de Almería       | Pabellón Moisés Ruiz                                 | Almería     | Andaluzja              |       |
| Źródło:                        |                                                      |             |                        |       |

| Arenal EmevéClub Vóley PalmaConectabalear CV ManacorCV MelillaGrupo Herce SoriaPamesa Teruel VoleibolUPV Léleman ConqueridorUnicaja Costa de AlmeríaInstercap Asisa Tarragona SPSP Lokalizacja głównych obiektów sportowych | Cisneros AlterCV GuaguasGrupo Rafael Afonso San Roque Lokalizacja głównych obiektów sportowych drużyn z Wysp Kanaryjskich |

## Trenerzy
| Drużyna                        | Trener             | Asystent trenera         | *      |
| ------------------------------ | ------------------ | ------------------------ | ------ |
| Arenal Emevé                   | José Valle         | Manuel Blanco Muñoz      | [ 13 ] |
| Cisneros Alter                 | Matías Guidolin    | Lucas Lapejrusk          | [ 14 ] |
| Club Vóley Palma               | Genaro López       | —                        | [ 15 ] |
| Conectabalear CV Manacor       | Alexis González    | Emiliano Martínez        | [ 16 ] |
| CV Guaguas                     | Sergio Camarero    | Facundo Leal             | [ 17 ] |
| CV Melilla                     | Salim Abdelkader   | Jorge Luis Sánchez       | [ 18 ] |
| Grupo Herce Soria              | Alberto Toribio    | Jordi Llonch             | [ 19 ] |
| Grupo Rafael Afonso San Roque  | Alberto Rodríguez  | Adrián González González | [ 20 ] |
| Instercap Asisa Tarragona SPSP | Vladimir Stevovski | Aleksandar Stevovski     | [ 21 ] |
| Pamesa Teruel Voleibol         | Fabián Muraco      | Máximo Torcello          | [ 22 ] |
| Unicaja Costa de Almería       | Pablo Ruiz         | José Antonio Fernández   | [ 23 ] |
| UPV Léleman Conqueridor        | Emanuele Zanini    | Venancio Costa           | [ 24 ] |

### Zmiany trenerów
| Klub                     | Były trener     | Data odejścia           | Nowy trener     | Data przyjścia          | *                   |
| ------------------------ | --------------- | ----------------------- | --------------- | ----------------------- | ------------------- |
| Przed sezonem            |                 |                         |                 |                         |                     |
| Club Vóley Palma         | Abel Bernal     | koniec sezonu 2023/2024 | Genaro López    | przed sezonem 2024/2025 | [ 25 ]              |
| Pamesa Teruel Voleibol   | Máximo Torcello | koniec sezonu 2023/2024 | Fabián Muraco   | przed sezonem 2024/2025 | [ 26 ] [ c ]        |
| Unicaja Costa de Almería | Carlos Carreño  | koniec sezonu 2023/2024 | Pablo Ruiz      | przed sezonem 2024/2025 | [ 27 ] [ d ]        |
| Przed sezonem            |                 |                         |                 |                         |                     |
| UPV Léleman Conqueridor  | Marcos Dreyer   | 11.03.2025              | Emanuele Zanini | 12.03.2025              | [ 28 ] [ 29 ] [ e ] |

## Faza zasadnicza

### Tabela wyników
| Gospodarz \ Gość1              | GUA | SOR | ALM | MEL | TER | CIS | UPV | ROQ | MAN | EME | PAL | SPSP |
| ------------------------------ | --- | --- | --- | --- | --- | --- | --- | --- | --- | --- | --- | ---- |
| CV Guaguas                     | -   | 2:3 | 3:0 | 3:0 | 3:1 | 3:1 | 3:1 | 3:0 | 3:2 | 3:0 | 3:0 | 3:0  |
| Grupo Herce Soria              | 3:1 | -   | 3:0 | 3:1 | 3:2 | 3:1 | 2:3 | 3:0 | 3:1 | 3:0 | 3:1 | 3:0  |
| Unicaja Costa de Almería       | 3:0 | 3:2 | -   | 3:2 | 3:2 | 3:0 | 0:3 | 3:0 | 0:3 | 3:0 | 3:0 | 3:0  |
| CV Melilla                     | 1:3 | 2:3 | 3:0 | -   | 1:3 | 3:1 | 3:2 | 3:1 | 0:3 | 3:0 | 3:0 | 3:1  |
| Pamesa Teruel Voleibol         | 0:3 | 3:1 | 3:0 | 3:0 | -   | 3:1 | 1:3 | 3:0 | 3:1 | 3:1 | 3:0 | 3:1  |
| Cisneros Alter                 | 3:1 | 1:3 | 1:3 | 3:1 | 3:1 | -   | 3:2 | 0:3 | 2:3 | 3:1 | 3:0 | 3:0  |
| UPV Léleman Conqueridor        | 0:3 | 1:3 | 3:1 | 3:1 | 2:3 | 3:1 | -   | 3:0 | 3:1 | 3:0 | 3:1 | 3:0  |
| Grupo Rafael Afonso San Roque  | 0:3 | 3:1 | 3:0 | 0:3 | 3:1 | 1:3 | 0:3 | -   | 1:3 | 3:0 | 3:0 | 3:0  |
| Conectabalear CV Manacor       | 3:0 | 3:2 | 3:0 | 3:2 | 3:0 | 3:2 | 3:2 | 3:1 | -   | 3:2 | 3:1 | 1:3  |
| Arenal Emevé                   | 0:3 | 1:3 | 0:3 | 1:3 | 0:3 | 3:2 | 0:3 | 1:3 | 0:3 | -   | 3:1 | 3:2  |
| Club Vóley Palma               | 0:3 | 0:3 | 0:3 | 0:3 | 1:3 | 0:3 | 0:3 | 1:3 | 1:3 | 0:3 | -   | 0:3  |
| Instercap Asisa Tarragona SPSP | 0:3 | 0:3 | 2:3 | 0:3 | 0:3 | 3:2 | 2:3 | 3:1 | 0:3 | 2:3 | 3:1 | -    |

Źródło: 
1 Drużyna gospodarzy jest wymieniona po lewej stronie tabeli.
Kolory:
  zwycięstwo gospodarzy 3:0 lub 3:1
  zwycięstwo gospodarzy 3:2
  zwycięstwo gości 3:0 lub 3:1
  zwycięstwo gości 3:2

### Terminarz i wyniki spotkań
| WYNIKI SPOTKAŃ | WYNIKI SPOTKAŃ | WYNIKI SPOTKAŃ                 | WYNIKI SPOTKAŃ                          | WYNIKI SPOTKAŃ                 | WYNIKI SPOTKAŃ                  | WYNIKI SPOTKAŃ | WYNIKI SPOTKAŃ |
| Data | Godz.          | Gospodarz                      | Rezultat                                | Gość                           | Hala sportowa                   | Widzów         | *              |
| --- | -------------- | ------------------------------ | --------------------------------------- | ------------------------------ | ------------------------------- | -------------- | -------------- |
| 1. KOLEJKA |                |                                |                                         |                                |                                 |                |                |
| 5.10.2024 | 18:30          | Pamesa Teruel Voleibol         | 3:0 (25:19, 25:21, 25:22)               | Unicaja Costa de Almería       | Pabellón Los Planos             | 800            | [ 31 ]         |
| 5.10.2024 | 17:00          | CV Melilla                     | 1:3 (21:25, 22:25, 25:20, 17:25)        | CV Guaguas                     | Pabellón Javier Imbroda         | 300            | [ 32 ]         |
| 5.10.2024 | 18:00          | Club Vóley Palma               | 0:3 (24:26, 21:25, 23:25)               | Arenal Emevé                   | Palau Son Moix                  | 400            | [ 33 ]         |
| 5.10.2024 | 19:00          | UPV Léleman Conqueridor        | 3:1 (25:20, 23:25, 25:17, 25:22)        | Cisneros Alter                 | Pavelló de la UPV               | 350            | [ 34 ]         |
| 5.10.2024 | 20:30          | Instercap Asisa Tarragona SPSP | 0:3 (10:25, 21:25, 20:25)               | Conectabalear CV Manacor       | Pavelló (Sant Pere i Sant Pau)  | 350            | [ 35 ]         |
| 5.10.2024 | 20:00          | Grupo Rafael Afonso San Roque  | 3:1 (31:29, 25:22, 20:25, 25:22)        | Grupo Herce Soria              | Polideportivo El Batán          | 250            | [ 36 ]         |
| 2. KOLEJKA |                |                                |                                         |                                |                                 |                |                |
| 13.10.2024 | 12:00          | Grupo Herce Soria              | 3:2 (23:25, 25:17, 25:22, 23:25, 15:7)  | Pamesa Teruel Voleibol         | Pabellón Los Pajaritos          | 850            | [ 37 ]         |
| 12.10.2024 | 18:00          | Conectabalear CV Manacor       | 3:1 (25:20, 25:22, 22:25, 25:16)        | Grupo Rafael Afonso San Roque  | Poliesportiu Miquel Àngel Nadal | 200            | [ 38 ]         |
| 12.10.2024 | 19:00          | Cisneros Alter                 | 3:0 (25:21, 25:21, 25:13)               | Instercap Asisa Tarragona SPSP | Colegio Cisneros Alter          | 150            | [ 39 ]         |
| 12.10.2024 | 19:45          | Arenal Emevé                   | 0:3 (29:31, 19:25, 28:30)               | UPV Léleman Conqueridor        | Palacio de Deportes (Lugo)      | 300            | [ 40 ]         |
| 12.10.2024 | 18:30          | CV Guaguas                     | 3:0 (25:18, 25:21, 25:15)               | Club Vóley Palma               | Gran Canaria Arena              | 1000           | [ 41 ]         |
| 12.10.2024 | 17:30          | Unicaja Costa de Almería       | 3:2 (25:14, 25:21, 18:25, 23:25, 23:21) | CV Melilla                     | Pabellón Moisés Ruiz            | 723            | [ 42 ]         |
| 3. KOLEJKA |                |                                |                                         |                                |                                 |                |                |
| 19.10.2024 | 18:30          | Pamesa Teruel Voleibol         | 3:0 (25:11, 25:17, 25:23)               | CV Melilla                     | Pabellón Los Planos             | 1100           | [ 43 ]         |
| 19.10.2024 | 18:30          | Club Vóley Palma               | 0:3 (21:25, 21:25, 23:25)               | Unicaja Costa de Almería       | Palau Son Moix                  | 950            | [ 44 ]         |
| 19.10.2024 | 19:00          | UPV Léleman Conqueridor        | 0:3 (24:26, 22:25, 15:25)               | CV Guaguas                     | Pavelló de la UPV               | 300            | [ 45 ]         |
| 19.10.2024 | 20:30          | Instercap Asisa Tarragona SPSP | 2:3 (23:25, 25:21, 25:23, 21:25, 15:17) | Arenal Emevé                   | Pavelló (Sant Pere i Sant Pau)  | 400            | [ 46 ]         |
| 19.10.2024 | 12:00          | Grupo Rafael Afonso San Roque  | 1:3 (25:18, 15:25, 15:25, 13:25)        | Cisneros Alter                 | Polideportivo El Batán          | 200            | [ 47 ]         |
| 19.10.2024 | 19:30          | Grupo Herce Soria              | 3:1 (25:22, 26:28, 25:17, 25:21)        | Conectabalear CV Manacor       | Pabellón Los Pajaritos          | 730            | [ 48 ]         |
| 4. KOLEJKA |                |                                |                                         |                                |                                 |                |                |
| 26.10.2024 | 18:00          | Conectabalear CV Manacor       | 3:0 (25:17, 25:20, 25:15)               | Pamesa Teruel Voleibol         | Poliesportiu Miquel Àngel Nadal | 200            | [ 49 ]         |
| 26.10.2024 | 19:00          | Cisneros Alter                 | 1:3 (23:25, 25:23, 20:25, 21:25)        | Grupo Herce Soria              | Colegio Cisneros Alter          | 120            | [ 50 ]         |
| 26.10.2024 | 19:45          | Arenal Emevé                   | 1:3 (25:21, 24:26, 21:25, 24:26)        | Grupo Rafael Afonso San Roque  | Palacio de Deportes (Lugo)      | 300            | [ 51 ]         |
| 26.10.2024 | 18:00          | CV Guaguas                     | 3:0 (25:16, 25:11, 25:21)               | Instercap Asisa Tarragona SPSP | Gran Canaria Arena              | 600            | [ 52 ]         |
| 26.10.2024 | 17:30          | Unicaja Costa de Almería       | 0:3 (25:27, 23:25, 19:25)               | UPV Léleman Conqueridor        | Pabellón Moisés Ruiz            | 350            | [ 53 ]         |
| 26.10.2024 | 17:00          | CV Melilla                     | 3:0 (26:24, 25:14, 25:20)               | Club Vóley Palma               | Pabellón Javier Imbroda         | 250            | [ 54 ]         |
| 5. KOLEJKA |                |                                |                                         |                                |                                 |                |                |
| 20.11.2024 | 20:00          | Pamesa Teruel Voleibol         | 3:0 (25:17, 25:19, 25:22)               | Club Vóley Palma               | Pabellón Los Planos             | 700            | [ 55 ]         |
| 12.12.2024 | 19:30          | UPV Léleman Conqueridor        | 3:1 (18:25, 25:23, 25:18, 25:21)        | CV Melilla                     | Pavelló de la UPV               | 250            | [ 56 ]         |
| 20.11.2024 | 19:00          | Instercap Asisa Tarragona SPSP | 2:3 (21:25, 25:21, 15:25, 25:21, 8:15)  | Unicaja Costa de Almería       | Pavelló (Sant Pere i Sant Pau)  | 350            | [ 57 ]         |
| 2.11.2024 | 20:00          | Grupo Rafael Afonso San Roque  | 0:3 (20:25, 15:25, 8:25)                | CV Guaguas                     | Polideportivo El Batán          | 496            | [ 58 ]         |
| 2.11.2024 | 19:30          | Grupo Herce Soria              | 3:0 (25:17, 25:18, 25:22)               | Arenal Emevé                   | Pabellón Los Pajaritos          | 1000           | [ 59 ]         |
| 2.11.2024 | 18:00          | Conectabalear CV Manacor       | 3:2 (25:20, 25:20, 23:25, 22:25, 17:15) | Cisneros Alter                 | Poliesportiu Miquel Àngel Nadal | 500            | [ 60 ]         |
| 6. KOLEJKA |                |                                |                                         |                                |                                 |                |                |
| 9.11.2024 | 19:00          | Cisneros Alter                 | 3:1 (25:16, 25:22, 24:26, 25:21)        | Pamesa Teruel Voleibol         | Colegio Cisneros Alter          | 192            | [ 61 ]         |
| 9.11.2024 | 19:45          | Arenal Emevé                   | 0:3 (20:25, 15:25, 18:25)               | Conectabalear CV Manacor       | Palacio de Deportes (Lugo)      | 300            | [ 62 ]         |
| 9.11.2024 | 18:30          | CV Guaguas                     | 2:3 (25:20, 23:25, 25:21, 24:26, 12:15) | Grupo Herce Soria              | Gran Canaria Arena              | 850            | [ 63 ]         |
| 9.11.2024 | 17:30          | Unicaja Costa de Almería       | 3:0 (25:17, 25:17, 25:15)               | Grupo Rafael Afonso San Roque  | Pabellón Moisés Ruiz            | 700            | [ 64 ]         |
| 9.11.2024 | 17:00          | CV Melilla                     | 3:1 (25:23, 16:25, 25:13, 25:16)        | Instercap Asisa Tarragona SPSP | Pabellón Javier Imbroda         | 250            | [ 65 ]         |
| 9.11.2024 | 18:00          | Club Vóley Palma               | 0:3 (24:26, 21:25, 23:25)               | UPV Léleman Conqueridor        | Palau Son Moix                  | 750            | [ 66 ]         |
| 7. KOLEJKA |                |                                |                                         |                                |                                 |                |                |
| 16.11.2024 | 18:30          | Pamesa Teruel Voleibol         | 1:3 (25:21, 20:25, 17:25, 19:25)        | UPV Léleman Conqueridor        | Pabellón Los Planos             | 900            | [ 67 ]         |
| 16.11.2024 | 20:30          | Instercap Asisa Tarragona SPSP | 3:1 (25:23, 25:19, 18:25, 25:23)        | Club Vóley Palma               | Pavelló (Sant Pere i Sant Pau)  | 400            | [ 68 ]         |
| 16.11.2024 | 20:00          | Grupo Rafael Afonso San Roque  | 0:3 (23:25, 23:25, 23:25)               | CV Melilla                     | Polideportivo El Batán          | 200            | [ 69 ]         |
| 16.11.2024 | 19:30          | Grupo Herce Soria              | 3:0 (25:17, 25:20, 25:14)               | Unicaja Costa de Almería       | Pabellón Los Pajaritos          | 936            | [ 70 ]         |
| 16.11.2024 | 18:00          | Conectabalear CV Manacor       | 3:0 (25:21, 25:21, 25:20)               | CV Guaguas                     | Poliesportiu Miquel Àngel Nadal | 650            | [ 71 ]         |
| 16.11.2024 | 19:00          | Cisneros Alter                 | 3:1 (21:25, 25:23, 25:23, 25:21)        | Arenal Emevé                   | Colegio Cisneros Alter          | 200            | [ 72 ]         |
| 8. KOLEJKA |                |                                |                                         |                                |                                 |                |                |
| 23.11.2024 | 20:30          | Arenal Emevé                   | 0:3 (21:25, 19:25, 22:25)               | Pamesa Teruel Voleibol         | Palacio de Deportes (Lugo)      | 300            | [ 73 ]         |
| 23.11.2024 | 17:30          | CV Guaguas                     | 3:1 (21:25, 25:16, 25:15, 25:18)        | Cisneros Alter                 | Centro Insular de Deportes      | 800            | [ 74 ]         |
| 23.11.2024 | 17:30          | Unicaja Costa de Almería       | 0:3 (15:25, 27:29, 28:30)               | Conectabalear CV Manacor       | Pabellón Moisés Ruiz            | 700            | [ 75 ]         |
| 23.11.2024 | 16:30          | CV Melilla                     | 2:3 (25:22, 20:25, 20:25, 25:22, 15:17) | Grupo Herce Soria              | Pabellón Javier Imbroda         | 200            | [ 76 ]         |
| 23.11.2024 | 18:00          | Club Vóley Palma               | 1:3 (29:27, 16:25, 8:25, 18:25)         | Grupo Rafael Afonso San Roque  | Palau Son Moix                  | 1100           | [ 77 ]         |
| 23.11.2024 | 19:00          | UPV Léleman Conqueridor        | 3:0 (26:24, 26:24, 25:22)               | Instercap Asisa Tarragona SPSP | Pavelló de la UPV               | 550            | [ 78 ]         |
| 9. KOLEJKA |                |                                |                                         |                                |                                 |                |                |
| 30.11.2024 | 18:30          | Pamesa Teruel Voleibol         | 3:1 (25:22, 22:25, 27:25, 25:21)        | Instercap Asisa Tarragona SPSP | Pabellón Los Planos             | 900            | [ 79 ]         |
| 30.11.2024 | 20:00          | Grupo Rafael Afonso San Roque  | 0:3 (20:25, 27:29, 17:25)               | UPV Léleman Conqueridor        | Polideportivo El Batán          | 150            | [ 80 ]         |
| 30.11.2024 | 19:30          | Grupo Herce Soria              | 3:1 (25:15, 21:25, 25:8, 25:17)         | Club Vóley Palma               | Pabellón Los Pajaritos          | 843            | [ 81 ]         |
| 30.11.2024 | 18:00          | Conectabalear CV Manacor       | 3:2 (21:25, 25:20, 24:26, 25:20, 15:13) | CV Melilla                     | Poliesportiu Miquel Àngel Nadal | 500            | [ 82 ]         |
| 30.11.2024 | 19:00          | Cisneros Alter                 | 1:3 (24:26, 25:18, 22:25, 20:25)        | Unicaja Costa de Almería       | Colegio Cisneros Alter          | 183            | [ 83 ]         |
| 30.11.2024 | 19:45          | Arenal Emevé                   | 0:3 (18:25, 18:25, 18:25)               | CV Guaguas                     | Palacio de Deportes (Lugo)      | 500            | [ 84 ]         |
| 10. KOLEJKA |                |                                |                                         |                                |                                 |                |                |
| 7.12.2024 | 18:30          | Pamesa Teruel Voleibol         | 0:3 (26:28, 23:25, 21:25)               | CV Guaguas                     | Pabellón Los Planos             | 800            | [ 85 ]         |
| 7.12.2024 | 17:30          | Unicaja Costa de Almería       | 3:0 (25:19, 25:22, 25:21)               | Arenal Emevé                   | Pabellón Moisés Ruiz            | 600            | [ 86 ]         |
| 7.12.2024 | 17:00          | CV Melilla                     | 3:1 (25:23, 17:25, 25:16, 25:23)        | Cisneros Alter                 | Pabellón Javier Imbroda         | 150            | [ 87 ]         |
| 7.12.2024 | 18:00          | Club Vóley Palma               | 1:3 (22:25, 25:20, 17:25, 22:25)        | Conectabalear CV Manacor       | Palau Son Moix                  | 1400           | [ 88 ]         |
| 7.12.2024 | 19:30          | Grupo Herce Soria              | 2:3 (25:16, 20:25, 25:22, 22:25, 10:15) | UPV Léleman Conqueridor        | Pabellón Los Pajaritos          | 1030           | [ 89 ]         |
| 7.12.2024 | 20:30          | Instercap Asisa Tarragona SPSP | 3:1 (23:25, 25:21, 25:18, 25:21)        | Grupo Rafael Afonso San Roque  | Pavelló (Sant Pere i Sant Pau)  | 350            | [ 90 ]         |
| 11. KOLEJKA |                |                                |                                         |                                |                                 |                |                |
| 14.12.2024 | 16:00          | Grupo Rafael Afonso San Roque  | 3:1 (25:23, 17:25, 29:27, 25:19)        | Pamesa Teruel Voleibol         | Polideportivo El Batán          | 150            | [ 91 ]         |
| 14.12.2024 | 17:00          | Grupo Herce Soria              | 3:0 (25:12, 25:22, 25:16)               | Instercap Asisa Tarragona SPSP | Pabellón Los Pajaritos          | 673            | [ 92 ]         |
| 14.12.2024 | 17:00          | Conectabalear CV Manacor       | 3:2 (25:20, 25:27, 25:23, 23:25, 16:14) | UPV Léleman Conqueridor        | Poliesportiu Miquel Àngel Nadal | 450            | [ 93 ]         |
| 14.12.2024 | 16:00          | Cisneros Alter                 | 3:0 (25:14, 25:20, 25:18)               | Club Vóley Palma               | Colegio Cisneros Alter          | 50             | [ 94 ]         |
| 14.12.2024 | 17:00          | Arenal Emevé                   | 1:3 (25:22, 17:25, 18:25, 25:27)        | CV Melilla                     | Palacio de Deportes (Lugo)      | 200            | [ 95 ]         |
| 14.12.2024 | 16:00          | CV Guaguas                     | 3:0 (27:25, 25:13, 25:18)               | Unicaja Costa de Almería       | Gran Canaria Arena              | 250            | [ 96 ]         |
| 12. KOLEJKA |                |                                |                                         |                                |                                 |                |                |
| 21.12.2024 | 17:30          | Unicaja Costa de Almería       | 3:2 (22:25, 21:25, 25:16, 25:21, 21:19) | Pamesa Teruel Voleibol         | Pabellón Moisés Ruiz            | 500            | [ 97 ]         |
| 22.12.2024 | 19:00          | CV Guaguas                     | 3:0 (25:21, 25:21, 25:12)               | CV Melilla                     | Gran Canaria Arena              | 500            | [ 98 ]         |
| 21.12.2024 | 19:45          | Arenal Emevé                   | 3:1 (19:25, 25:21, 25:21, 25:22)        | Club Vóley Palma               | Palacio de Deportes (Lugo)      | 200            | [ 99 ]         |
| 21.12.2024 | 19:00          | Cisneros Alter                 | 3:2 (25:22, 27:29, 20:25, 25:23, 15:12) | UPV Léleman Conqueridor        | Colegio Cisneros Alter          | 200            | [ 100 ]        |
| 21.12.2024 | 18:00          | Conectabalear CV Manacor       | 1:3 (25:18, 20:25, 22:25, 23:25)        | Instercap Asisa Tarragona SPSP | Poliesportiu Miquel Àngel Nadal | 400            | [ 101 ]        |
| 21.12.2024 | 19:30          | Grupo Herce Soria              | 3:0 (25:16, 25:19, 25:20)               | Grupo Rafael Afonso San Roque  | Pabellón Los Pajaritos          | 977            | [ 102 ]        |
| 13. KOLEJKA |                |                                |                                         |                                |                                 |                |                |
| 4.01.2025 | 18:30          | Pamesa Teruel Voleibol         | 3:1 (25:15, 25:22, 10:25, 25:19)        | Grupo Herce Soria              | Pabellón Los Planos             | 900            | [ 103 ]        |
| 4.01.2025 | 20:00          | Grupo Rafael Afonso San Roque  | 1:3 (21:25, 25:18, 18:25, 14:25)        | Conectabalear CV Manacor       | Polideportivo El Batán          | 200            | [ 104 ]        |
| 4.01.2025 | 20:30          | Instercap Asisa Tarragona SPSP | 3:2 (25:21, 28:26, 19:25, 25:27, 15:13) | Cisneros Alter                 | Pavelló (Sant Pere i Sant Pau)  | 400            | [ 105 ]        |
| 5.01.2025 | 12:00          | UPV Léleman Conqueridor        | 3:0 (25:16, 25:20, 25:23)               | Arenal Emevé                   | Pavelló de la UPV               | 200            | [ 106 ]        |
| 4.01.2025 | 18:00          | Club Vóley Palma               | 0:3 (17:25, 21:25, 13:25)               | CV Guaguas                     | Palau Son Moix                  | 650            | [ 107 ]        |
| 5.01.2025 | 12:00          | CV Melilla                     | 3:0 (25:19, 25:14, 26:24)               | Unicaja Costa de Almería       | Pabellón Javier Imbroda         | 150            | [ 108 ]        |
| 14. KOLEJKA |                |                                |                                         |                                |                                 |                |                |
| 11.01.2025 | 17:00          | CV Melilla                     | 1:3 (25:22, 23:25, 19:25, 21:25)        | Pamesa Teruel Voleibol         | Pabellón Javier Imbroda         | 100            | [ 109 ]        |
| 11.01.2025 | 17:30          | Unicaja Costa de Almería       | 3:0 (25:18, 25:20, 25:20)               | Club Vóley Palma               | Pabellón Moisés Ruiz            | 400            | [ 110 ]        |
| 12.01.2025 | 18:30          | CV Guaguas                     | 3:1 (25:20, 21:25, 25:15, 25:15)        | UPV Léleman Conqueridor        | Centro Insular de Deportes      | 750            | [ 111 ]        |
| 11.01.2025 | 19:45          | Arenal Emevé                   | 3:2 (26:24, 27:29, 25:21, 23:25, 15:9)  | Instercap Asisa Tarragona SPSP | Palacio de Deportes (Lugo)      | 300            | [ 112 ]        |
| 11.01.2025 | 17:00          | Cisneros Alter                 | 0:3 (22:25, 19:25, 23:25)               | Grupo Rafael Afonso San Roque  | Colegio Cisneros Alter          | 125            | [ 113 ]        |
| 11.01.2025 | 18:00          | Conectabalear CV Manacor       | 3:2 (26:24, 22:25, 25:19, 23:25, 15:11) | Grupo Herce Soria              | Poliesportiu Miquel Àngel Nadal | 520            | [ 114 ]        |
| 15. KOLEJKA |                |                                |                                         |                                |                                 |                |                |
| 18.01.2025 | 18:30          | Pamesa Teruel Voleibol         | 3:1 (25:17, 25:11, 23:25, 27:25)        | Conectabalear CV Manacor       | Pabellón Los Planos             | 900            | [ 115 ]        |
| 18.01.2025 | 19:30          | Grupo Herce Soria              | 3:1 (22:25, 25:16, 25:20, 25:18)        | Cisneros Alter                 | Pabellón Los Pajaritos          | 1152           | [ 116 ]        |
| 18.01.2025 | 20:00          | Grupo Rafael Afonso San Roque  | 3:0 (25:20, 25:19, 25:21)               | Arenal Emevé                   | Polideportivo El Batán          | 200            | [ 117 ]        |
| 18.01.2025 | 20:30          | Instercap Asisa Tarragona SPSP | 0:3 (21:25, 20:25, 21:25)               | CV Guaguas                     | Pavelló (Sant Pere i Sant Pau)  | 450            | [ 118 ]        |
| 18.01.2025 | 19:00          | UPV Léleman Conqueridor        | 3:1 (23:25, 25:23, 25:21, 25:17)        | Unicaja Costa de Almería       | Pavelló de la UPV               | 300            | [ 119 ]        |
| 18.01.2025 | 17:00          | Club Vóley Palma               | 0:3 (17:25, 19:25, 12:25)               | CV Melilla                     | Palau Son Moix                  | 600            | [ 120 ]        |
| 16. KOLEJKA |                |                                |                                         |                                |                                 |                |                |
| 26.01.2025 | 18:00          | Club Vóley Palma               | 1:3 (18:25, 21:25, 25:15, 20:25)        | Pamesa Teruel Voleibol         | Palau Son Moix                  | 750            | [ 121 ]        |
| 26.01.2025 | 17:00          | CV Melilla                     | 3:2 (28:26, 17:25, 25:19, 16:25, 15:6)  | UPV Léleman Conqueridor        | Pabellón Javier Imbroda         | 150            | [ 122 ]        |
| 25.01.2025 | 17:30          | Unicaja Costa de Almería       | 3:0 (25:19, 25:21, 25:20)               | Instercap Asisa Tarragona SPSP | Pabellón Moisés Ruiz            | 350            | [ 123 ]        |
| 25.01.2025 | 18:00          | CV Guaguas                     | 3:0 (25:21, 25:19, 25:21)               | Grupo Rafael Afonso San Roque  | Centro Insular de Deportes      | 1100           | [ 124 ]        |
| 25.01.2025 | 19:45          | Arenal Emevé                   | 1:3 (17:25, 19:25, 25:23, 13:25)        | Grupo Herce Soria              | Palacio de Deportes (Lugo)      | 300            | [ 125 ]        |
| 25.01.2025 | 17:00          | Cisneros Alter                 | 2:3 (25:23, 22:25, 25:22, 20:25, 12:15) | Conectabalear CV Manacor       | Colegio Cisneros Alter          | 180            | [ 126 ]        |
| 17. KOLEJKA |                |                                |                                         |                                |                                 |                |                |
| 1.02.2025 | 18:30          | Pamesa Teruel Voleibol         | 3:1 (25:23, 26:24, 22:25, 25:17)        | Cisneros Alter                 | Pabellón Los Planos             | 1100           | [ 127 ]        |
| 1.02.2025 | 18:00          | Conectabalear CV Manacor       | 3:2 (23:25, 22:25, 25:12, 25:19, 15:13) | Arenal Emevé                   | Poliesportiu Miquel Àngel Nadal | 300            | [ 128 ]        |
| 1.02.2025 | 19:30          | Grupo Herce Soria              | 3:1 (25:22, 25:20, 19:25, 25:23)        | CV Guaguas                     | Pabellón Los Pajaritos          | 1860           | [ 129 ]        |
| 1.02.2025 | 20:00          | Grupo Rafael Afonso San Roque  | 3:0 (25:22, 25:19, 25:23)               | Unicaja Costa de Almería       | Polideportivo El Batán          | 150            | [ 130 ]        |
| 1.02.2025 | 20:30          | Instercap Asisa Tarragona SPSP | 0:3 (14:25, 16:25, 22:25)               | CV Melilla                     | Pavelló (Sant Pere i Sant Pau)  | 400            | [ 131 ]        |
| 1.02.2025 | 19:00          | UPV Léleman Conqueridor        | 3:1 (23:25, 25:14, 25:9, 25:22)         | Club Vóley Palma               | Pavelló de la UPV               | 250            | [ 132 ]        |
| 18. KOLEJKA |                |                                |                                         |                                |                                 |                |                |
| 8.02.2025 | 19:00          | UPV Léleman Conqueridor        | 2:3 (25:21, 24:26, 25:27, 25:18, 14:16) | Pamesa Teruel Voleibol         | Pavelló de la UPV               | 450            | [ 133 ]        |
| 8.02.2025 | 18:00          | Club Vóley Palma               | 0:3 (24:26, 18:25, 23:25)               | Instercap Asisa Tarragona SPSP | Palau Son Moix                  | 750            | [ 134 ]        |
| 9.02.2025 | 17:00          | CV Melilla                     | 3:1 (25:23, 25:27, 26:24, 25:12)        | Grupo Rafael Afonso San Roque  | Pabellón Javier Imbroda         | 150            | [ 135 ]        |
| 8.02.2025 | 17:30          | Unicaja Costa de Almería       | 3:2 (26:24, 26:24, 17:25, 13:25, 20:18) | Grupo Herce Soria              | Pabellón Moisés Ruiz            | 460            | [ 136 ]        |
| 8.02.2025 | 18:30          | CV Guaguas                     | 3:2 (25:19, 19:25, 22:25, 26:24, 15:13) | Conectabalear CV Manacor       | Gran Canaria Arena              | 1150           | [ 137 ]        |
| 8.02.2025 | 19:45          | Arenal Emevé                   | 3:2 (25:19, 23:25, 16:25, 38:36, 15:11) | Cisneros Alter                 | Palacio de Deportes (Lugo)      | 350            | [ 138 ]        |
| 19. KOLEJKA |                |                                |                                         |                                |                                 |                |                |
| 15.02.2025 | 18:30          | Pamesa Teruel Voleibol         | 3:1 (19:25, 25:19, 25:17, 25:17)        | Arenal Emevé                   | Pabellón Los Planos             | 1000           | [ 139 ]        |
| 15.02.2025 | 18:30          | Cisneros Alter                 | 3:1 (25:23, 25:22, 21:25, 25:19)        | CV Guaguas                     | Colegio Cisneros Alter          | 250            | [ 140 ]        |
| 15.02.2025 | 18:00          | Conectabalear CV Manacor       | 3:0 (25:16, 30:28, 25:17)               | Unicaja Costa de Almería       | Poliesportiu Miquel Àngel Nadal | 250            | [ 141 ]        |
| 15.02.2025 | 19:30          | Grupo Herce Soria              | 3:1 (25:12, 13:25, 25:18, 25:20)        | CV Melilla                     | Pabellón Los Pajaritos          | 938            | [ 142 ]        |
| 15.02.2025 | 20:00          | Grupo Rafael Afonso San Roque  | 3:0 (25:21, 27:25, 25:15)               | Club Vóley Palma               | Polideportivo El Batán          | 150            | [ 143 ]        |
| 15.02.2025 | 20:30          | Instercap Asisa Tarragona SPSP | 2:3 (16:25, 25:23, 21:25, 25:20, 12:15) | UPV Léleman Conqueridor        | Pavelló (Sant Pere i Sant Pau)  | 450            | [ 144 ]        |
| 20. KOLEJKA |                |                                |                                         |                                |                                 |                |                |
| 1.03.2025 | 20:30          | Instercap Asisa Tarragona SPSP | 0:3 (21:25, 22:25, 19:25)               | Pamesa Teruel Voleibol         | Pavelló (Sant Pere i Sant Pau)  | 350            | [ 145 ]        |
| 1.03.2025 | 19:00          | UPV Léleman Conqueridor        | 3:0 (25:21, 25:15, 25:22)               | Grupo Rafael Afonso San Roque  | Pavelló de la UPV               | 200            | [ 146 ]        |
| 1.03.2025 | 17:00          | Club Vóley Palma               | 0:3 (19:25, 12:25, 19:25)               | Grupo Herce Soria              | Palau Son Moix                  | 500            | [ 147 ]        |
| 2.03.2025 | 17:00          | CV Melilla                     | 0:3 (25:27, 20:25, 21:25)               | Conectabalear CV Manacor       | Pabellón Javier Imbroda         | 200            | [ 148 ]        |
| 1.03.2025 | 17:30          | Unicaja Costa de Almería       | 3:0 (25:20, 25:19, 25:22)               | Cisneros Alter                 | Pabellón Moisés Ruiz            | 400            | [ 149 ]        |
| 1.03.2025 | 12:00          | CV Guaguas                     | 3:0 (25:15, 25:20, 25:19)               | Arenal Emevé                   | Centro Insular de Deportes      | 700            | [ 150 ]        |
| 21. KOLEJKA |                |                                |                                         |                                |                                 |                |                |
| 27.02.2025 | 19:00          | CV Guaguas                     | 3:1 (22:25, 25:17, 25:18, 25:21)        | Pamesa Teruel Voleibol         | Centro Insular de Deportes      | 600            | [ 151 ]        |
| 8.03.2025 | 17:00          | Arenal Emevé                   | 0:3 (17:25, 24:26, 17:25)               | Unicaja Costa de Almería       | Palacio de Deportes (Lugo)      | 300            | [ 152 ]        |
| 8.03.2025 | 16:00          | Cisneros Alter                 | 3:1 (21:25, 25:19, 25:15, 25:20)        | CV Melilla                     | Pabellón Juan Ríos Tejera       | 85             | [ 153 ]        |
| 8.03.2025 | 17:00          | Conectabalear CV Manacor       | 3:1 (25:20, 25:23, 25:27, 25:23)        | Club Vóley Palma               | Poliesportiu Miquel Àngel Nadal | 800            | [ 154 ]        |
| 8.03.2025 | 17:00          | UPV Léleman Conqueridor        | 1:3 (22:25, 21:25, 25:20, 19:25)        | Grupo Herce Soria              | Pavelló de la UPV               | 150            | [ 155 ]        |
| 8.03.2025 | 16:00          | Grupo Rafael Afonso San Roque  | 3:0 (25:18, 26:24, 25:17)               | Instercap Asisa Tarragona SPSP | Polideportivo El Batán          | 250            | [ 156 ]        |
| 22. KOLEJKA |                |                                |                                         |                                |                                 |                |                |
| 15.03.2025 | 17:00          | Pamesa Teruel Voleibol         | 3:0 (25:22, 25:17, 32:30)               | Grupo Rafael Afonso San Roque  | Pabellón Los Planos             | 800            | [ 157 ]        |
| 15.03.2025 | 17:00          | Instercap Asisa Tarragona SPSP | 0:3 (15:25, 21:25, 19:25)               | Grupo Herce Soria              | Pavelló (Sant Pere i Sant Pau)  | 500            | [ 158 ]        |
| 15.03.2025 | 17:00          | UPV Léleman Conqueridor        | 3:1 (25:20, 21:25, 25:18, 25:21)        | Conectabalear CV Manacor       | Pavelló de la UPV               | 350            | [ 159 ]        |
| 15.03.2025 | 17:00          | Club Vóley Palma               | 0:3 (16:25, 15:25, 17:25)               | Cisneros Alter                 | Palau Son Moix                  | 500            | [ 160 ]        |
| 15.03.2025 | 17:00          | CV Melilla                     | 3:0 (25:0, 25:0, 25:0)                  | Arenal Emevé                   | —                               | —              | [ 162 ]        |
| 15.03.2025 | 17:00          | Unicaja Costa de Almería       | 3:0 (25:20, 27:25, 25:22)               | CV Guaguas                     | Pabellón Moisés Ruiz            | 700            | [ 163 ]        |
| Godziny do 27 października 2024 roku podane są według strefy czasowej UTC+2, a od 27 października 2024 roku według strefy czasowej UTC+1 (dla klubów z Wysp Kanaryjskich odpowiednio UTC+1 i UTC±0). Źródło: |                |                                |                                         |                                |                                 |                |                |

### Tabela
| Lp.                                          | Drużyna                        | Pkt | Mecze | Mecze | Mecze | Rodzaj wyniku | Rodzaj wyniku | Rodzaj wyniku | Rodzaj wyniku | Rodzaj wyniku | Rodzaj wyniku | Sety | Sety | Sety  | Małe punkty | Małe punkty | Małe punkty |
| Lp.                                          | Drużyna                        | Pkt | M     | W     | P     | 3:0           | 3:1           | 3:2           | 2:3           | 1:3           | 0:3           | wyg. | prz. | stos. | zdob.       | str.        | stos.       |
| -------------------------------------------- | ------------------------------ | --- | ----- | ----- | ----- | ------------- | ------------- | ------------- | ------------- | ------------- | ------------- | ---- | ---- | ----- | ----------- | ----------- | ----------- |
| 1                                            | CV Guaguas                     | 51  | 22    | 17    | 5     | 12            | 4             | 1             | 1             | 2             | 2             | 55   | 21   | 2.62  | 1814        | 1538        | 1.18        |
| 2                                            | Grupo Herce Soria              | 51  | 22    | 17    | 5     | 6             | 8             | 3             | 3             | 2             | 0             | 59   | 29   | 2.03  | 2047        | 1777        | 1.15        |
| 3                                            | UPV Léleman Conqueridor        | 47  | 22    | 15    | 7     | 7             | 6             | 2             | 4             | 2             | 1             | 55   | 31   | 1.77  | 1992        | 1857        | 1.07        |
| 4                                            | Conectabalear CV Manacor       | 46  | 22    | 17    | 5     | 7             | 4             | 6             | 1             | 4             | 0             | 57   | 31   | 1.84  | 2039        | 1872        | 1.09        |
| 5                                            | Pamesa Teruel Voleibol         | 43  | 22    | 14    | 8     | 6             | 7             | 1             | 2             | 4             | 2             | 50   | 33   | 1.52  | 1893        | 1834        | 1.03        |
| 6                                            | Unicaja Costa de Almería       | 35  | 22    | 13    | 9     | 8             | 1             | 4             | 0             | 1             | 8             | 40   | 36   | 1.11  | 1708        | 1710        | 1           |
| 7                                            | CV Melilla                     | 35  | 22    | 11    | 11    | 6             | 4             | 1             | 3             | 5             | 3             | 44   | 39   | 1.13  | 1836        | 1751        | 1.05        |
| 8                                            | Cisneros Alter                 | 30  | 22    | 9     | 13    | 3             | 5             | 1             | 4             | 7             | 2             | 42   | 46   | 0.91  | 1972        | 1953        | 1.01        |
| 9                                            | Grupo Rafael Afonso San Roque  | 27  | 22    | 9     | 13    | 5             | 4             | 0             | 0             | 5             | 8             | 32   | 43   | 0.74  | 1643        | 1758        | 0.93        |
| 10                                           | Instercap Asisa Tarragona SPSP | 18  | 22    | 5     | 17    | 1             | 3             | 1             | 4             | 2             | 11            | 25   | 56   | 0.45  | 1676        | 1902        | 0.88        |
| 11                                           | Arenal Emevé                   | 13  | 22    | 5     | 17    | 1             | 1             | 3             | 1             | 5             | 11            | 22   | 58   | 0.38  | 1626        | 1922        | 0.85        |
| 12                                           | Club Vóley Palma               | 0   | 22    | 0     | 22    | 0             | 0             | 0             | 0             | 8             | 14            | 8    | 66   | 0.12  | 1452        | 1824        | 0.8         |
| Legenda: faza play-off spadek do Superligi 2 |                                |     |       |       |       |               |               |               |               |               |               |      |      |       |             |             |             |

Źródło: 
Punktacja: 3:0 i 3:1 – 3 pkt; 3:2 – 2 pkt; 2:3 – 1 pkt; 1:3 i 0:3 – 0 pkt
Zasady ustalania kolejności: zob. sekcję powyżej

## Faza play-off
Godziny do 30 marca 2025 roku podane są według strefy czasowej UTC+1, a od 30 marca 2025 roku według strefy czasowej UTC+2 (dla klubów z Wysp Kanaryjskich odpowiednio UTC±0 i UTC+1).

### Drabinka
|  |              |                          |              |                          |              |   |   |            |                   |           |           |           |  |  |        |        |        |        |        |        |        |
|  | Ćwierćfinały | Ćwierćfinały             | Ćwierćfinały | Ćwierćfinały             | Ćwierćfinały |   |   | Półfinały  | Półfinały         | Półfinały | Półfinały | Półfinały |  |  | Finały | Finały | Finały | Finały | Finały | Finały | Finały |
|  | Ćwierćfinały | Ćwierćfinały             | Ćwierćfinały | Ćwierćfinały             | Ćwierćfinały |   |   | Półfinały  | Półfinały         | Półfinały | Półfinały | Półfinały |  |  | Finały | Finały | Finały | Finały | Finały | Finały | Finały |
|  |              |                          |              |                          |              |   |   |            |                   |           |           |           |  |  |        |        |        |        |        |        |        |
|  |              |                          |              |                          |              |   |   |            |                   |           |           |           |  |  |        |        |        |        |        |        |        |
|  | 1            | CV Guaguas               | 3            | 3                        |              |   |   |            |                   |           |           |           |  |  |        |        |        |        |        |        |        |
|  | 1            | CV Guaguas               | 3            | 3                        |              |   |   |            |                   |           |           |           |  |  |        |        |        |        |        |        |        |
|  | 8            | Cisneros Alter           | 0            | 1                        |              |   |   |            |                   |           |           |           |  |  |        |        |        |        |        |        |        |
|  | 8            | Cisneros Alter           | 0            | 1                        |              |   | 1 | CV Guaguas | 2                 | 3         | 3         |           |  |  |        |        |        |        |        |        |        |
|  |              |                          |              |                          |              |   | 1 | CV Guaguas | 2                 | 3         | 3         |           |  |  |        |        |        |        |        |        |        |
|  |              |                          | 4            | Conectabalear CV Manacor | 3            | 0 | 2 |            |                   |           |           |           |  |  |        |        |        |        |        |        |        |
|  | 4            | Conectabalear CV Manacor | 4            | Conectabalear CV Manacor | 3            | 0 | 2 | 3          | 3                 |           |           |           |  |  |        |        |        |        |        |        |        |
|  | 4            | Conectabalear CV Manacor |              |                          |              |   |   |            |                   |           |           |           |  |  |        |        |        |        |        |        |        |
|  | 5            | Pamesa Teruel Voleibol   | 1            | 0                        |              |   |   |            |                   |           |           |           |  |  |        |        |        |        |        |        |        |
|  | 5            | Pamesa Teruel Voleibol   | 1            | 0                        |              |   | 1 | CV Guaguas | 3                 | 3         | 3         |           |  |  |        |        |        |        |        |        |        |
|  |              |                          |              |                          |              |   |   |            |                   |           |           |           |  |  |        |        |        |        |        |        |        |
|  |              |                          | 2            | Grupo Herce Soria        | 0            | 0 | 0 |            |                   |           |           |           |  |  |        |        |        |        |        |        |        |
|  | 2            | Grupo Herce Soria        | 2            | Grupo Herce Soria        | 0            | 0 | 0 | 2          | 3                 | 3         |           |           |  |  |        |        |        |        |        |        |        |
|  | 2            | Grupo Herce Soria        |              |                          |              |   |   |            |                   | 3         |           |           |  |  |        |        |        |        |        |        |        |
|  | 7            | CV Melilla               | 3            | 0                        | 1            |   |   |            |                   |           |           |           |  |  |        |        |        |        |        |        |        |
|  | 7            | CV Melilla               | 3            | 0                        | 1            |   |   | 2          | Grupo Herce Soria | 3         | 3         |           |  |  |        |        |        |        |        |        |        |
|  |              |                          |              |                          |              |   |   | 2          | Grupo Herce Soria | 3         | 3         |           |  |  |        |        |        |        |        |        |        |
|  |              |                          | 3            | UPV Léleman Conqueridor  | 2            | 1 |   |            |                   |           |           |           |  |  |        |        |        |        |        |        |        |
|  | 3            | UPV Léleman Conqueridor  | 3            | UPV Léleman Conqueridor  | 2            | 1 | 3 | 3          |                   |           |           |           |  |  |        |        |        |        |        |        |        |
|  | 3            | UPV Léleman Conqueridor  |              |                          |              |   |   |            |                   |           |           |           |  |  |        |        |        |        |        |        |        |
|  | 6            | Unicaja Costa de Almería | 2            | 1                        |              |   |   |            |                   |           |           |           |  |  |        |        |        |        |        |        |        |
|  | 6            | Unicaja Costa de Almería | 2            | 1                        |              |   |   |            |                   |           |           |           |  |  |        |        |        |        |        |        |        |

### Ćwierćfinały
Format: do dwóch zwycięstw
| Data                         | Godz.                        | Gospodarz                    | Rezultat                                | Gość                         | Hala sportowa                   | Widzów                       | *                            |
| ---------------------------- | ---------------------------- | ---------------------------- | --------------------------------------- | ---------------------------- | ------------------------------- | ---------------------------- | ---------------------------- |
| CV Guaguas (1)               | CV Guaguas (1)               | CV Guaguas (1)               | 2 – 0                                   | (8) Cisneros Alter           | (8) Cisneros Alter              | (8) Cisneros Alter           | (8) Cisneros Alter           |
| 22.03.2025                   | 18:00                        | Cisneros Alter               | 0:3 (22:25, 25:27, 17:25)               | CV Guaguas                   | Pabellón Juan Ríos Tejera       | 350                          | [ 165 ]                      |
| 29.03.2025                   | 18:30                        | CV Guaguas                   | 3:1 (21:25, 25:19, 25:22, 25:23)        | Cisneros Alter               | Gran Canaria Arena              | 300                          | [ 166 ]                      |
| Conectabalear CV Manacor (4) | Conectabalear CV Manacor (4) | Conectabalear CV Manacor (4) | 2 – 0                                   | (5) Pamesa Teruel Voleibol   | (5) Pamesa Teruel Voleibol      | (5) Pamesa Teruel Voleibol   | (5) Pamesa Teruel Voleibol   |
| 22.03.2025                   | 18:30                        | Pamesa Teruel Voleibol       | 1:3 (23:25, 23:25, 25:19, 21:25)        | Conectabalear CV Manacor     | Pabellón Los Planos             | 1700                         | [ 167 ]                      |
| 29.03.2025                   | 18:00                        | Conectabalear CV Manacor     | 3:0 (25:15, 25:13, 25:19)               | Pamesa Teruel Voleibol       | Poliesportiu Miquel Àngel Nadal | 800                          | [ 168 ]                      |
| Grupo Herce Soria (2)        | Grupo Herce Soria (2)        | Grupo Herce Soria (2)        | 2 – 1                                   | (7) CV Melilla               | (7) CV Melilla                  | (7) CV Melilla               | (7) CV Melilla               |
| 23.03.2025                   | 16:30                        | CV Melilla                   | 3:2 (25:18, 23:25, 27:29, 27:25, 15:13) | Grupo Herce Soria            | Pabellón Javier Imbroda         | 300                          | [ 169 ]                      |
| 29.03.2025                   | 18:00                        | Grupo Herce Soria            | 3:0 (26:24, 25:18, 25:13)               | CV Melilla                   | Pabellón Los Pajaritos          | 1326                         | [ 170 ]                      |
| 30.03.2025                   | 18:00                        | Grupo Herce Soria            | 3:1 (22:25, 25:20, 25:20, 25:20)        | CV Melilla                   | Pabellón Los Pajaritos          | 1820                         | [ 171 ]                      |
| UPV Léleman Conqueridor (3)  | UPV Léleman Conqueridor (3)  | UPV Léleman Conqueridor (3)  | 2 – 0                                   | (6) Unicaja Costa de Almería | (6) Unicaja Costa de Almería    | (6) Unicaja Costa de Almería | (6) Unicaja Costa de Almería |
| 23.03.2025                   | 17:00                        | Unicaja Costa de Almería     | 2:3 (21:25, 14:25, 25:23, 25:22, 20:22) | UPV Léleman Conqueridor      | Pabellón Moisés Ruiz            | 800                          | [ 172 ]                      |
| 29.03.2025                   | 19:15                        | UPV Léleman Conqueridor      | 3:1 (29:27, 22:25, 25:23, 25:22)        | Unicaja Costa de Almería     | Pavelló de la UPV               | 250                          | [ 173 ]                      |
| Źródło:                      |                              |                              |                                         |                              |                                 |                              |                              |

### Półfinały
Format: do dwóch zwycięstw
| Data                  | Godz.                 | Gospodarz                | Rezultat                                | Gość                         | Hala sportowa                   | Widzów                       | *                            |
| --------------------- | --------------------- | ------------------------ | --------------------------------------- | ---------------------------- | ------------------------------- | ---------------------------- | ---------------------------- |
| CV Guaguas (1)        | CV Guaguas (1)        | CV Guaguas (1)           | 2 – 1                                   | (4) Conectabalear CV Manacor | (4) Conectabalear CV Manacor    | (4) Conectabalear CV Manacor | (4) Conectabalear CV Manacor |
| 5.04.2025             | 18:00                 | Conectabalear CV Manacor | 3:2 (25:16, 25:22, 18:25, 18:25, 16:14) | CV Guaguas                   | Poliesportiu Miquel Àngel Nadal | 800                          | [ 175 ]                      |
| 12.04.2025            | 18:30                 | CV Guaguas               | 3:0 (25:18, 25:20, 25:21)               | Conectabalear CV Manacor     | Gran Canaria Arena              | 3500                         | [ 176 ]                      |
| 13.04.2025            | 18:00                 | CV Guaguas               | 3:2 (25:22, 25:27, 25:16, 28:30, 15:12) | Conectabalear CV Manacor     | Gran Canaria Arena              | 3700                         | [ 177 ]                      |
| Grupo Herce Soria (2) | Grupo Herce Soria (2) | Grupo Herce Soria (2)    | 2 – 0                                   | (3) UPV Léleman Conqueridor  | (3) UPV Léleman Conqueridor     | (3) UPV Léleman Conqueridor  | (3) UPV Léleman Conqueridor  |
| 5.04.2025             | 20:00                 | UPV Léleman Conqueridor  | 2:3 (17:25, 24:26, 26:24, 25:22, 13:15) | Grupo Herce Soria            | Pavelló de la UPV               | 350                          | [ 178 ]                      |
| 12.04.2025            | 19:00                 | Grupo Herce Soria        | 3:1 (25:22, 25:16, 20:25, 25:20)        | UPV Léleman Conqueridor      | Pabellón Los Pajaritos          | 1200                         | [ 179 ]                      |
| Źródło:               |                       |                          |                                         |                              |                                 |                              |                              |

### Finały
Format: do trzech zwycięstw
| Data           | Godz.          | Gospodarz         | Rezultat                  | Gość                  | Hala sportowa          | Widzów                | *                     |
| -------------- | -------------- | ----------------- | ------------------------- | --------------------- | ---------------------- | --------------------- | --------------------- |
| CV Guaguas (1) | CV Guaguas (1) | CV Guaguas (1)    | 3 – 0                     | (2) Grupo Herce Soria | (2) Grupo Herce Soria  | (2) Grupo Herce Soria | (2) Grupo Herce Soria |
| 25.04.2025     | 19:30          | CV Guaguas        | 3:0 (25:22, 25:20, 25:22) | Grupo Herce Soria     | Gran Canaria Arena     | 2200                  | [ 180 ]               |
| 27.04.2025     | 18:30          | CV Guaguas        | 3:0 (25:16, 25:19, 25:20) | Grupo Herce Soria     | Gran Canaria Arena     | 2500                  | [ 181 ]               |
| 2.05.2025      | 20:00          | Grupo Herce Soria | 0:3 (23:25, 21:25, 20:25) | CV Guaguas            | Pabellón Los Pajaritos | 2930                  | [ 182 ]               |
| Źródło:        |                |                   |                           |                       |                        |                       |                       |

## Klasyfikacja końcowa
| Poz. | Drużyna                        | Uwagi                              |
| 1.   | CV Guaguas                     | prawo udziału w el. Ligi Mistrzów  |
| 2.   | Grupo Herce Soria              | prawo udziału w Pucharze CEV       |
| 3.   | UPV Léleman Conqueridor        | prawo udziału w Pucharze Challenge |
| 4.   | Conectabalear CV Manacor       | prawo udziału w Pucharze Challenge |
| 5.   | Pamesa Teruel Voleibol         |                                    |
| 6.   | Unicaja Costa de Almería       |                                    |
| 7.   | CV Melilla                     |                                    |
| 8.   | Cisneros Alter                 |                                    |
| 9.   | Grupo Rafael Afonso San Roque  |                                    |
| 10.  | Instercap Asisa Tarragona SPSP |                                    |
| 11.  | Arenal Emevé                   | spadek do Superligi 2              |
| 12.  | Club Vóley Palma               | spadek do Superligi 2              |

## Najlepsi zawodnicy (MVP)
| Kolejka/ Runda  | Najlepszy zawodnik (MVP) | Klub                          | *                       |
| --------------- | ------------------------ | ----------------------------- | ----------------------- |
| Faza zasadnicza |                          |                               |                         |
| 1               | Javier Monfort           | UPV Léleman Conqueridor       | [ 183 ]                 |
| 2               | Jorge Fernández          | Unicaja Costa de Almería      | [ 184 ]                 |
| 3               | Bruno Vinti              | Cisneros Alter                | [ 185 ]                 |
| 4               | Adrián Olalla            | Grupo Herce Soria             | [ 186 ]                 |
| 5               | MVP nie został wybrany.  | MVP nie został wybrany.       | MVP nie został wybrany. |
| 6               | Bruno Cunha              | Grupo Herce Soria             | [ 187 ]                 |
| 7               | Gustavo Romani           | Conectabalear CV Manacor      | [ 188 ]                 |
| 8               | Bruno Cunha              | Grupo Herce Soria             | [ 189 ]                 |
| 9               | Alejandro Ribas          | Conectabalear CV Manacor      | [ 190 ]                 |
| 10              | Rodrigo De Melo          | UPV Léleman Conqueridor       | [ 191 ]                 |
| 11              | Clément Diverchy         | Grupo Rafael Afonso San Roque | [ 192 ]                 |
| 12              | Borja Ruiz               | Unicaja Costa de Almería      | [ 193 ]                 |
| 13              | brak danych              | brak danych                   |                         |
| 14              | Alejandro Ribas          | Conectabalear CV Manacor      | [ 194 ]                 |
| 15              | Petyr Christoskow        | Pamesa Teruel Voleibol        | [ 195 ]                 |
| 16              | Xavier Folguera          | CV Melilla                    | [ 196 ]                 |
| 17              | Bruno Cunha              | Grupo Herce Soria             | [ 197 ]                 |
| 18              | Petyr Christoskow        | Pamesa Teruel Voleibol        | [ 198 ]                 |
| 19              | Mateusz Frąc             | Cisneros Alter                | [ 199 ]                 |
| 20              | Brandon Rattray          | Unicaja Costa de Almería      | [ 200 ]                 |
| 21              | Carlos Nieves            | Cisneros Alter Tenerife       | [ 201 ]                 |
| 22              | Brandon Rattray          | Unicaja Costa de Almería      | [ 202 ]                 |
| Faza play-off   |                          |                               |                         |
| Ćwierćfinały    | Bruno Cunha              | Grupo Herce Soria             | [ 203 ]                 |
| Półfinały       | Nicolás Bruno            | CV Guaguas                    | [ 204 ]                 |
| Finały          | Francisco Wallysson      | CV Guaguas                    | [ 3 ]                   |